# 松田沙紀
松田 沙紀（まつだ さき、1980年11月18日 - ）は、日本の女優。元宝塚歌劇団宙組の娘役。
京都府京都市、京都外大西高等学校出身。身長160cm。愛称は「さき」、「あんこ」、「さきあん」。宝塚歌劇団時代の芸名は咲花 杏（さきはな あん）。

## 来歴
1999年、宝塚音楽学校入学。
2001年、宝塚歌劇団に87期生として入団。入団時の成績は15番。宙組公演「ベルサイユのばら2001」で咲花杏として初舞台。その後、宙組に配属。
2005年の「ホテル ステラマリス」で新人公演初ヒロイン。
2007年2月12日、貴城けい・紫城るいトップコンビ大劇場お披露目であり退団公演でもある「維新回天・竜馬伝!／ザ・クラシック」東京公演千秋楽をもって、宝塚歌劇団を退団。
退団後は松田沙紀と改名し、芸能活動を再開。
2012年に俳優の瀬川亮と結婚し、2014年に第一子となる男児を出産している。

## 宝塚歌劇団時代の主な舞台

### 初舞台
- 2001年4 - 5月、宙組『ベルサイユのばら2001-フェルゼンとマリー・アントワネット編-』（宝塚大劇場）

### 宙組時代
- 2001年6 - 8月、『ベルサイユのばら2001-フェルゼンとマリー・アントワネット編-』（東京宝塚劇場）
- 2001年9月、『フィガロ!』（バウホール・日本青年館） - マチルダ
- 2001年11 - 2002年3月、『カステル・ミラージュ』『ダンシング・スピリット!』
- 2002年4 - 5月、『エイジ・オブ・イノセンス』（バウホール・日本青年館） - ナスタシア
- 2002年7 - 11月、『鳳凰伝』『ザ・ショー・ストッパー』
- 2003年1月、『おーい春風さん』 - 愛市『春ふたたび』 - 村の女（バウホール）
- 2003年2 - 6月、『傭兵ピエール』 - 新人公演：ルイーズ（本役：彩乃かなみ）『満天星大夜總会』
- 2003年8月、『里見八犬伝』（バウホール・日本青年館） - 浜路
- 2003年10 - 2004年2月、『白昼の稲妻』 - シュザンヌ、新人公演：マルト（本役：音乃いづみ）『テンプテーション!』
- 2004年3月、『BOXMAN-俺に破れない金庫などない-』（日本青年館・ドラマシティ） - マコーミック
- 2004年5 - 8月、『ファントム』 - 新人公演：幼いエリック（本役：和音美桜）
- 2004年10 - 11月、『THE LAST PARTY』（バウホール） - ANN／フランシス・スコット（スコッティ）
- 2005年1 - 4月、『ホテル ステラマリス』 - 新人公演：ステイシー・ランカスター（本役：花總まり）『レヴュー伝説』 新人公演初ヒロイン[5][4]
- 2005年6月、『Le Petit Jardin（ル プティ ジャルダン）』（バウホール） - エリーヌ[4]
- 2005年8 - 11月、『炎にくちづけを』 - 新人公演：イネス（本役：紫城るい）『ネオ・ヴォヤージュ』
- 2006年2月、『THE LAST PARTY』（日本青年館） - ANN／フランシス・スコット（スコッティ）
- 2006年3 - 7月、『NEVER SAY GOODBYE』 - 新人公演：エレン・パーカー（本役：紫城るい）
- 2006年8月、『コパカバーナ』（博多座）
- 2006年11 - 2007年2月、『維新回天・竜馬伝!』 - 新人公演：千葉佐那子（本役：和音美桜）『ザ・クラシック』 退団公演[3]

### 出演イベント
- 2001年9月、『ベルサイユのばら メモランダム』
- 2002年11月、『アキコ・カンダレッスン発表会』
- 2003年4月、伊織直加ディナーショー『Fly Away〜旅立ちの瞬間〜』
- 2003年11 - 12月、初風緑コンサート『Carmine-カーマイン-』
- 2006年9月、貴城けいコンサート『I have a dream』

## 宝塚歌劇団退団後の主な活動

### 舞台
- 歌謡シアター『ラムネ』〜木綿のハンカチーフ編〜（2008年3月、新宿FACE）しおり 役
- バッド・アフタヌーン〜独立弁護士のやむを得ぬ嘘〜（2011年8月、赤坂RED/THEATER）
- ミュージカル「黒執事」 -The Most Beautiful DEATH in The World- 千の魂と堕ちた死神（2013年6月、赤坂Actシアター、ほか） - メイリン 役

### ドラマ
- 佐々木夫妻の仁義なき戦い 第3話（2008年、フジテレビ） - 浜口明美 役
- 薔薇のない花屋 第9話（2008年、フジテレビ）
- スミレ16歳!!（2008年、BSフジ） - 山吹麗子 役
- 愛馬物語（2008年、フジテレビ）
- 33分探偵 第3話（2008年、フジテレビ） - 保健教師 手島 役
- 黒部の太陽（2009年、フジテレビ） - ホステス 役
- 神の雫 第5話（2009年、日本テレビ）
- 夏の秘密（2009年、東海テレビ制作昼ドラマ・フジテレビ系） - 諏訪杏子 役
- サムライ・ハイスクール（2009年、日本テレビ） - 如月秀美役
- 素直になれなくて（2010年、フジテレビ） - 事務員・カナコ 役（第3話より出演）
- みぽりんのえくぼ（2010年、日本テレビ） - 越坂奈月役
- 日本人の知らない日本語 最終話（2010年、読売テレビ） - 海野凪子役
- 流れ星（2010年、フジテレビ） - イメクラ嬢・メグミ役
- モリのアサガオ 第7話「新人刑務官の父の死刑囚!!」（2010年11月29日、テレビ東京） - 吉川美代子 役
- 霧に棲む悪魔（2011年、フジテレビ系） - 乃中花恵 役
- 秘密諜報員 エリカ 第3話（2011年、読売テレビ） - 橋本真奈美 役
- ダーティ・ママ! 第6話（2012年、日本テレビ） - 吉田加奈役
- つるかめ助産院〜南の島から〜（2012年、NHK） - おトク役
- トッカン 特別国税徴収官 第7話（2012年、日本テレビ） - 豊成奈緒美 役
- レジデント〜5人の研修医 第7話（2012年、TBS） - 新村絵里子 役
- 刑事のまなざし 第10話・最終話（2013年、TBS） - 横山ちはる 役
- ぼんくら2（2015年） - おさき 役
- 土曜ワイド劇場
  - 終着駅の牛尾刑事VS事件記者・冴子13（2013年、テレビ朝日） - 高橋葉子 役
  - 温泉 (秘) 大作戦13（2014年、テレビ朝日） - 関本啓子 役
  - 新ヤメ検の女2（2016年、朝日放送） - 下中智子 役
- 月曜名作劇場 あんみつ検事の捜査ファイル1（2016年、TBS） - 江本 役
- コールドケース 〜真実の扉〜 第2話（2016年10月29日、WOWOW） - 教師 役
- 黒薔薇 刑事課強行犯係 神木恭子（2017年） ‐ 安本智美 役

### 映画
- グーグーだって猫である（2008年）
- TEAM NACS FILMS N43° 森崎博之脚本監督作品『AFTER』（2008年） - 看護師 役
- CineMusicaシリーズ第6弾「悲しいボーイフレンド」（2009年）
- SP 野望篇（2010年）
- 東京公園（2011年） - 野村 役

### CM
- 富士通「夢をかたちに」「社会システム 空港」篇 - 2008年〜
- NEXCO中日本「ふるさとの森」篇 - 2010年〜
- P&G ファブリーズ・ミストラル ミサコさんシリーズ「女子会篇」「トイレ篇」 - 2011年〜
- スタジオマリオ「パパとママとあっちゃんと」篇 2018年〜